# Wonderful Life (album Black)
Wonderful Life è l'album di debutto del cantante britannico Black, pubblicato dall'etichetta discografica A&M il 31 agosto 1987.

## Tracce
1. Wonderful Life
2. Everything's Coming Up Roses
3. Sometimes for the Asking
4. Finder
5. Paradise
6. I'm Not Afraid[3]
7. I Just Grew Tired
8. Blue
9. Just Making Memories
10. Sweetest Smile
11. Ravel in the Rain
12. Leave Yourself Alone
13. Sixteens
14. It's Not You Lady Jane
15. Hardly Star-Crossed Lovers

- Le ultime 5 tracce non sono presenti nella versione LP, su vinile a 33 giri